# Fàbrica Depunt
La Fàbrica Depunt és un edifici al municipi d'Igualada (Anoia) catalogat a l'Inventari del Patrimoni Arquitectònic de Catalunya.. És una construcció industrial on els elements decoratius són al mateix temps estructurals. Es pot situar a la segona època del Modernisme a Igualada, on a causa dels models barcelonins es creen unes estructures més simples i racionals. L'arquitecte es basa en el totxo vermell per decorar els marcs de portes i finestres amb formes geomètriques força estrictes.